# Synagoge (Culemborg)
De synagoge van Culemborg is een voormalige synagoge en doet tegenwoordig dienst als Nederlands-Gereformeerde kerk. Het gebouw ligt aan de Jodenkerkstraat in Culemborg (Nederlandse provincie Gelderland) en is een rijksmonument.

## Geschiedenis
De synagoge is 1867 voor negenduizend gulden in gebouwd en werd in juli 1868 ingewijd. Daarvoor had er al een synagoge gestaan die vanaf 1790 in gebruik is geweest. De synagoge is zoals gebruikelijk bij synagoges gericht op het oosten richting Jeruzalem. Langs de boog om de ingang staat de Hebreeuwse tekst:

כִּי בֵיתִי בֵּית תְּפִלָּה יִקָּרֵא לְכָל הָעַמִּים (Jesaja 56:7) met de volgende betekenis: Want mijn huis zal een gebedshuis genoemd worden voor alle volken.

## Aantal joodse inwoners in Culemborg
Het ledental van de joodse gemeenschap in Culemborg daalde vanaf de bouw van de synagoge tot aan de Tweede Wereldoorlog sterk. Desalniettemin is de synagoge tot aan de Tweede Wereldoorlog in gebruik geweest.
- In 1770 48 leden.
- In 1809 98 leden.
- In 1840 148 leden.
- In 1869 230 leden.
- In 1899 167 leden.
- In 1930 66 leden.

## Tijdens en na de oorlog
Tijdens de Tweede Wereldoorlog heeft de Duitse bezetter de synagoge als stal gebruikt. Na de Tweede Wereldoorlog zijn er slechts veertien Culemborgse joden teruggekeerd. De overige joden waren omgekomen in de Holocaust. Als gevolg hiervan is in 1947 de joodse gemeente van Culemborg bij de Utrechtse joodse gemeente gevoegd. Op 15 december 1949 is de synagoge verkocht, nadat er eerst nog een meubelfabriek in was gevestigd. Wat er met het oorspronkelijke interieur van de synagoge is gebeurd is onbekend. Op 1 juni 1950 werd de voormalige synagoge ingewijd tot een gereformeerde kerk. Ds. J. Kok was de eerste predikant en gebruikte de tekst rondom de deur van Jesaja bij de inwijding. Het gebouw is in 1983 geheel gerestaureerd. Voor het hek van de synagoge is een herinneringstegel aan de in de Tweede Wereldoorlog omgekomen joden opgenomen in de bestrating.

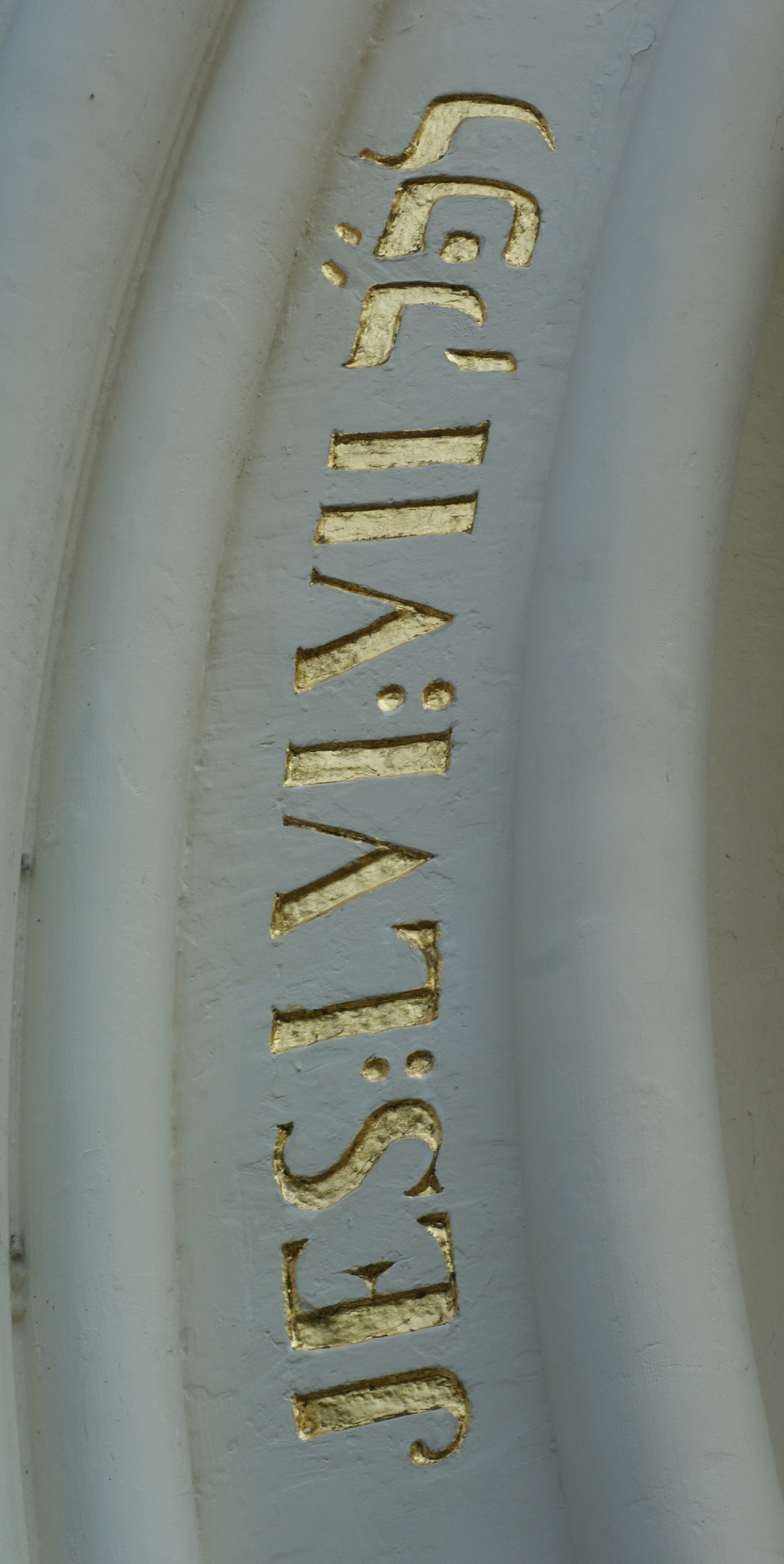
Detailopname tekst om de deur.
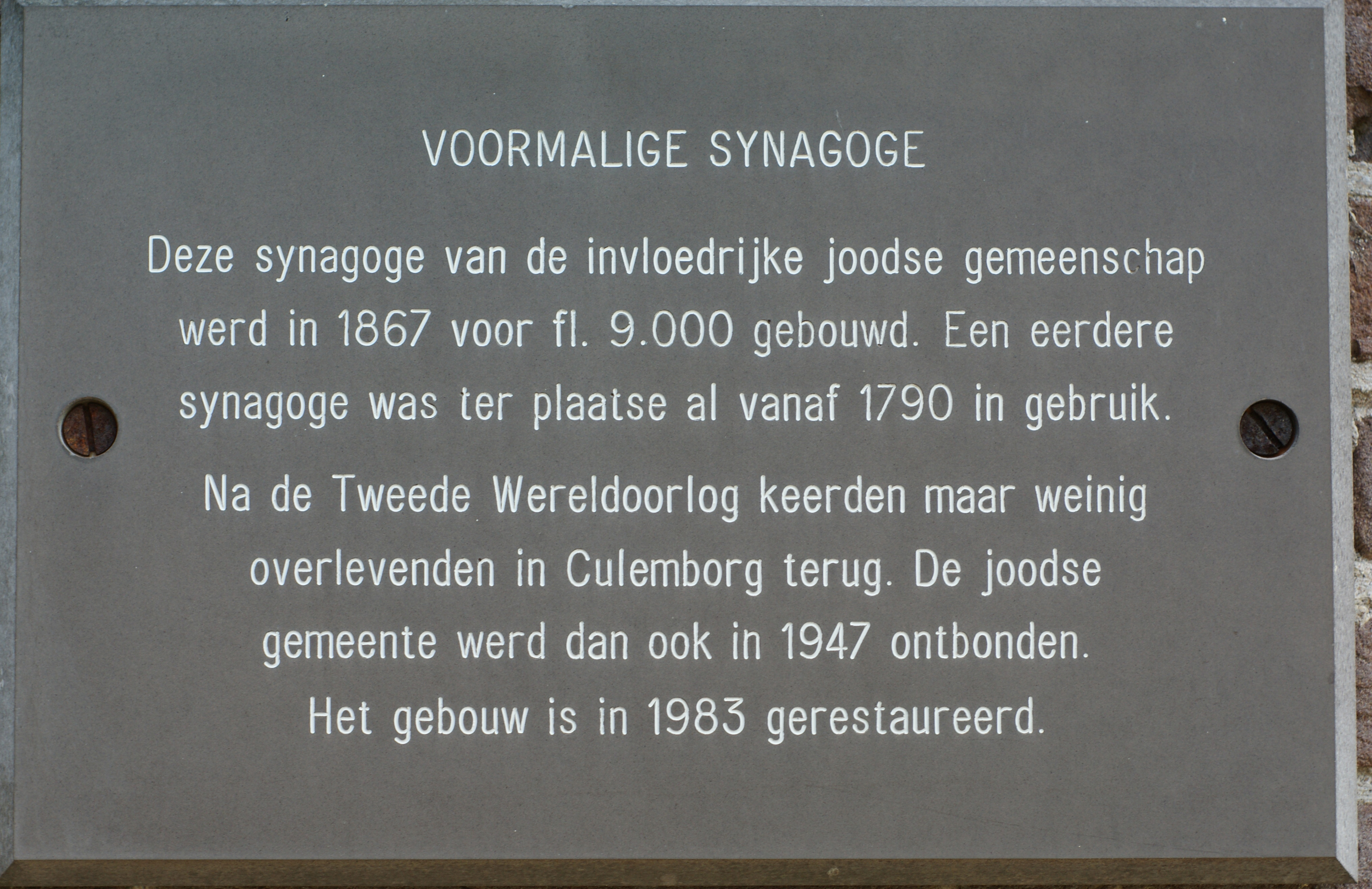
Gevelsteen
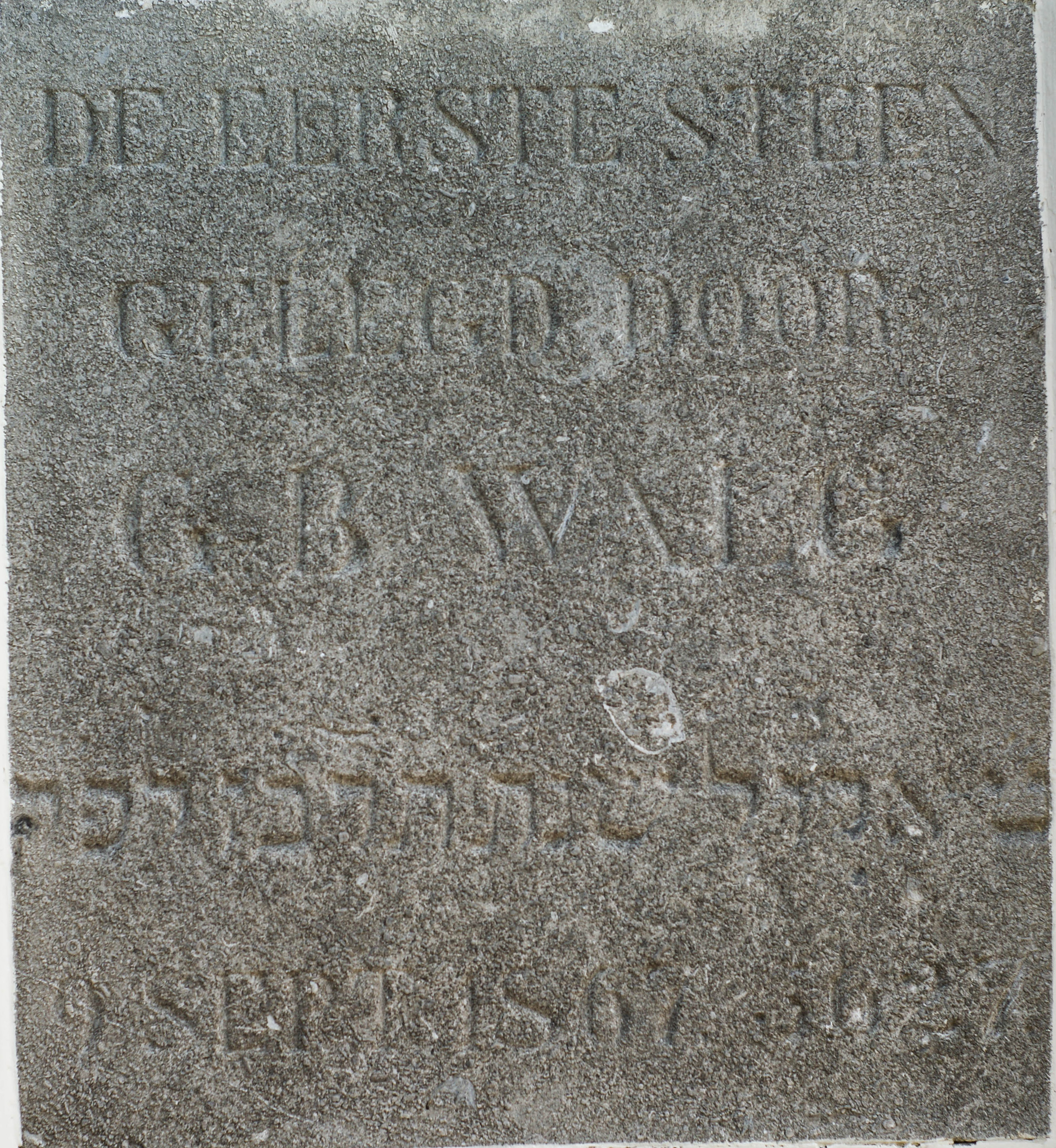
De eerste steen gelegd door G.B. Walg op 9 Elloel 5627 - 9 september 1867.